# 意大利技术研究院
意大利技术研究院（英文简称：IIT） （義大利語：Istituto Italiano di Tecnologia）为意大利高级应用型科学技术研究中心，其成立于2005年10月，总部位于意大利热那亚。IIT的主要目标是通过面向应用和技术的研究，推动意大利和全世界的科学发展 。IIT被普遍认为是意大利最好的研究机构，乃至欧洲最好的科学研究中心之一 。官方网站：Istituto Italiano di Tecnologia （页面存档备份，存于）.

## 概况
国际声誉：2016年6月，科学杂志Nature将IIT列入世界前50名新星科学研究所名单中，这同时也是2012年至2015年出版质量（H-Index）得分最高的前50家机构的全球排名。同年11月，Nature杂志还将IIT列为全球前100名最成功开展国际合作的科学中心。
科研人员：IIT的员工总数为1470人，其中约85％为科研人员。在这些科研人员中，约45％的研究人员来自国外，这里面包括29％由来自50多个国家的外国人和16％从国外返回的意大利人。科研人员中约有60名首席研究员，140名技术研发员，500名博士后，400名带奖学金的博士生和160名技术人员。IIT的研究人员平均年龄为34岁，其中41％为女性，59％为男性——截至2015年12月31日的数据。
研究经费：以2015年为例，IIT总共收到的国家融资总额约为9600万欧元（总资金总额为9800万欧元，从支出审查活动中扣除200万欧元），其中85％用于科学和技术活动。另外IIT还直接获得约为2500万欧元的外部融资（2006年至2015年累计共计1.3亿欧元），其中1900万欧元为财政资助，600万欧元附加于建立联合实验室协议和实物捐助——截至2015年12月31日的数据。
科研成果：截至2016年6月，IIT共发表6990篇论文（包括会议论文和期刊）和书籍，并成功申请到130多个欧洲项目和11个ERC（欧洲研究理事会）项目，拥有350多个有效的专利，同时14个初创企业正在筹备技术转让和寻求商业落地。
合作高校：IIT的主要合作高校为当地的热那亚大学，同时IIT几乎与意大利的所有著名大学（米兰理工，都灵理工，特伦托大学，罗马大学，比萨圣安娜高等学校，比萨高等师范学校，那不勒斯腓特烈二世大学，莱切大学，费拉拉大学）都建立起联合实验室。另外，IIT还设有两个分别位于美国麻省理工学院和哈佛大学的海外联合研究所。
地理位置：IIT的总部位于意大利热那亚，考虑到当地有很多知名的高科技公司的分支，如西门子，爱立信和安塞尔多等，可以加强与当地高科技企业的合作。除此之外，IIT还包括在意大利的12个附属研究机构，以及美国波士顿的2个合作研究机构。

## 机构设置
IIT的研究工作旨在促进顶尖的基础和应用研究，推动国民经济的发展。IIT的研究以11条研究主线纵横相连。位于热那亚的IIT总部下设4个研究领域，分别是机器人，纳米材料，生命科学和计算机科学。根据知识和科学主题的互补性，这4个领域又分成7个不同的相互紧密联系的研究部门：机器人，计算机科学、新能源，新材料，环境科学 ，神经科学以及药物学。以在热那亚总部的IIT为例，其研究方向和具体机构分布如下：
- 先进的机器人技术（主要部门：Advanced Robotics （页面存档备份，存于）, iCub （页面存档备份，存于）等）
- 新药物的发现与开发（部门：Drug Discovery and Development （页面存档备份，存于））
- 神经科学和大脑技术（部门：Neuroscience and Brain Technologies）
- 纳米化学（部门：Nanochemisty （页面存档备份，存于））
- 纳米材料（部门：Nanomaterial）
- 纳米物理（部门：Nanophysics）
- 模型和自动视觉分析（部门：Pattern Analysis and Computer Vision （页面存档备份，存于））

IIT在科研人员的合同管理层面，选择遵循德国马克斯普朗克研究所的方法：不提供永久性的tenure tracking职位，取而代之的是为期五年的合同，如果首席科学家（PI）达到了预定的五年目标，那么新的五年合同可以再次生效。

## 机器人
IIT的机器人研究侧重于多学科领域融合的机器人设计与控制，以及机器人相关的软硬件平台的开发与应用。 
- 硬件方面的研发包括：机械结构，电子原件，传感器，驱动器等
- 软件方面研发包括：控制算法，机器人系统软件，图像识别，人工智能等

其中，IIT在关节式机器人的硬件平台搭建与相应的上层运动控制上处于世界领先位置，其自主设计研发的关节腿足式机器人平台包括：iCub （页面存档备份，存于）, COMAN （页面存档备份，存于）, WALK-MAN （页面存档备份，存于）, HyQ, CENTAURO （页面存档备份，存于）, CogIMon （页面存档备份，存于）。而在腿足式机器人核心的关节驱动器方面，IIT研发的串联弹性驱动器（SEA）也取得了相应技术转化的成果，其TreeRobotics （页面存档备份，存于）的模块化驱动器为腿足式机器人提供了成熟的商业解决方案。 

## 纳米材料
IIT热那亚总部的纳米材料领域包括可持续/生物降解材料， 纳米复合材料，二维材料，纳米加工技术和纳米器件以及胶体化学制备。根据纳米材料的应用前景，该领域分为四个方向：
- 可持续性纳米材料
- 能源相关的纳米材料
- 健康相关的纳米材料
- 探索性材料科学

纳米材料研究领域建立在材料科学和纳米技术的专业知识以及IIT独特的跨学科环境基础之上。该领域的首要重点是开发材料和纳米技术以改善我们的生活和环境质量。为了减轻中长期内人类活动对环境日益增加的影响，发展和改善在能源消耗，材料来源，废物产生和潜在毒性方面具有优良环保性能的材料和工艺至关重要。在IIT追求的各种战略目标中，有两个特别重要的目标：一是使用有机废物生产具有特定物理性质的新型可生物降解产品；二是开发新技术来净化水和保存食物。此外，我们在现有二维（2D）材料的基础上创造具有先进的机械，热学，阻隔和抗菌性能的新型复合材料。纳米材料领域的另外一个重点是开发用于医药和医疗保健的材料和纳米技术。具体来说，我们研制了基于等离子体技术的低成本、高灵敏度诊断试剂盒，以及用于智能药物输送的新型多功能纳米结构。纳米材料领域的第三个重点是能源领域。我们研制了用于捕获、转换和存储能量的材料。在这个分支中，我们开发了基于二维材料的创新性方案用来解决能量存储（电池和超级电容器）和转换（光伏）的问题。此外，我们还在探索将二氧化碳转化为有用的化学物质的方法及纳米技术。第四个方向涉及其他新材料研究，如胶体纳米结构（纳米胶体基础科学和制备技术的研究，钙钛矿纳米材料及其在发光材料领域的潜在应用）和人工（2D）晶体异质结构。其中，二维材料研究是在石墨烯FET旗舰计划的框架内进行的。